# Ferran Ortuño i Blasco
Ferran Ortuño i Blasco (Granollers, 12 d'octubre de 1945 – 13 de juliol de 2015) fou un antic futbolista català de les dècades de 1960 i 1970. Va ser internacional amb la selecció catalana i amb la selecció espanyola.

## Trajectòria
Jugava a la posició d'extrem dret i era un bon golejador. Començà a destacar al futbol base de l'EC Granollers, primer a l'infantil i més tard al juvenil. L'any 1963 passà al primer equip, que jugava a Tercera Divisió. Dos anys més tard fou fitxat pel CE Sabadell, on jugà fins a 1970, excepte la temporada 1966-67 on jugà a l'Atlético de Ceuta per estar realitzant el servei militar. L'abril de 1970 fou fitxat pel Reial Madrid, on romangué dues temporades. Amb el Madrid jugà poc, quatre partits de lliga, quatre de copa i un de la Recopa, però guanyà una Lliga i una Copa. Posteriorment jugà al CE Castelló dues temporades més. Fou internacional amb la selecció espanyola amateur, amb la qual jugà els Jocs Olímpics de Mèxic 1968, i amb la selecció de Catalunya.

## Palmarès
- Lliga espanyola:
  - 1971-72
- Copa espanyola:
  - 1969-70